# Llista de missions diplomàtiques d'Andorra

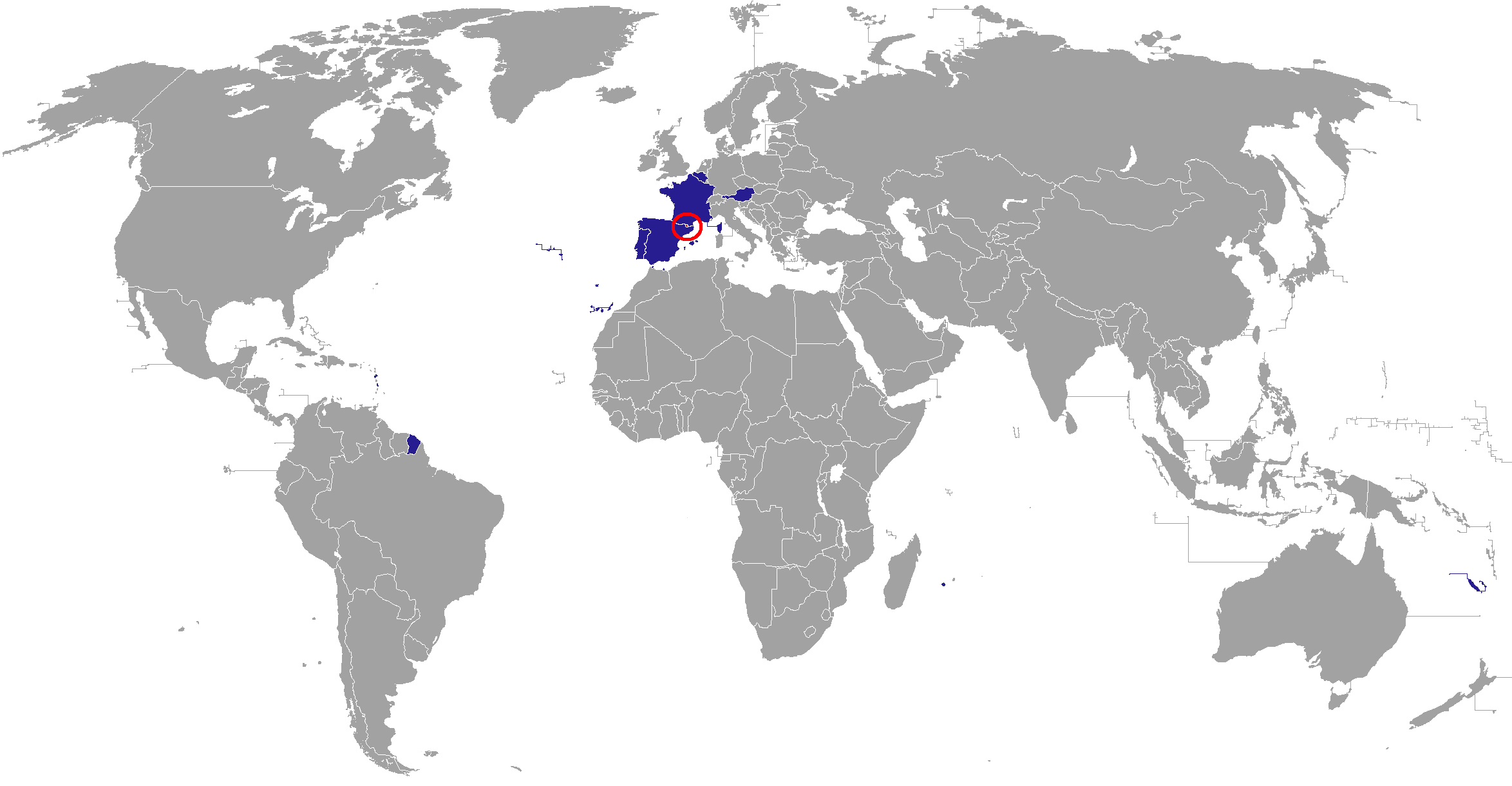
Missions diplomàtiques d'Andorra.

Llista de missions diplomàtiques d'Andorra. Andorra té un nombre limitat de missions diplomàtiques, amb algunes missions a organismes multilaterals també responsables dels països on es troben. L'ambaixada de Brussel·les abasta les relacions bilaterals amb la Unió Europea, els països del Benelux i Alemanya. Existeixen ambaixades als següents països, i representació en les organitzacions internacionals llistades:

## Amèrica
- Estats Units
  - Nova York (Ambaixada)

## Europa
- Àustria
  - Viena (Ambaixada)
- Bèlgica
  - Brussel·les (Ambaixada)
- Espanya
  - Madrid (Ambaixada)
- França
  - París (Ambaixada)
- Portugal
  - Lisboa (Ambaixada)

## Organitzacions internacionals
- Brussel·les. Missió d'Andorra davant de la Unió Europea i les Comunitats Europees.
- Estrasburg. Representació Permanent davant del Consell d'Europa.
- Ginebra. Missió Permanent davant d'organismes internacionals amb seu a Ginebra.
- Nova York. Missió Permanent davant de les Nacions Unides.
- París. Delegació Permanent davant de la Unesco i Representació davant de l'Organització Internacional de la Francofonia.
- Viena. Delegació davant de l'OSCE.

## Galeria

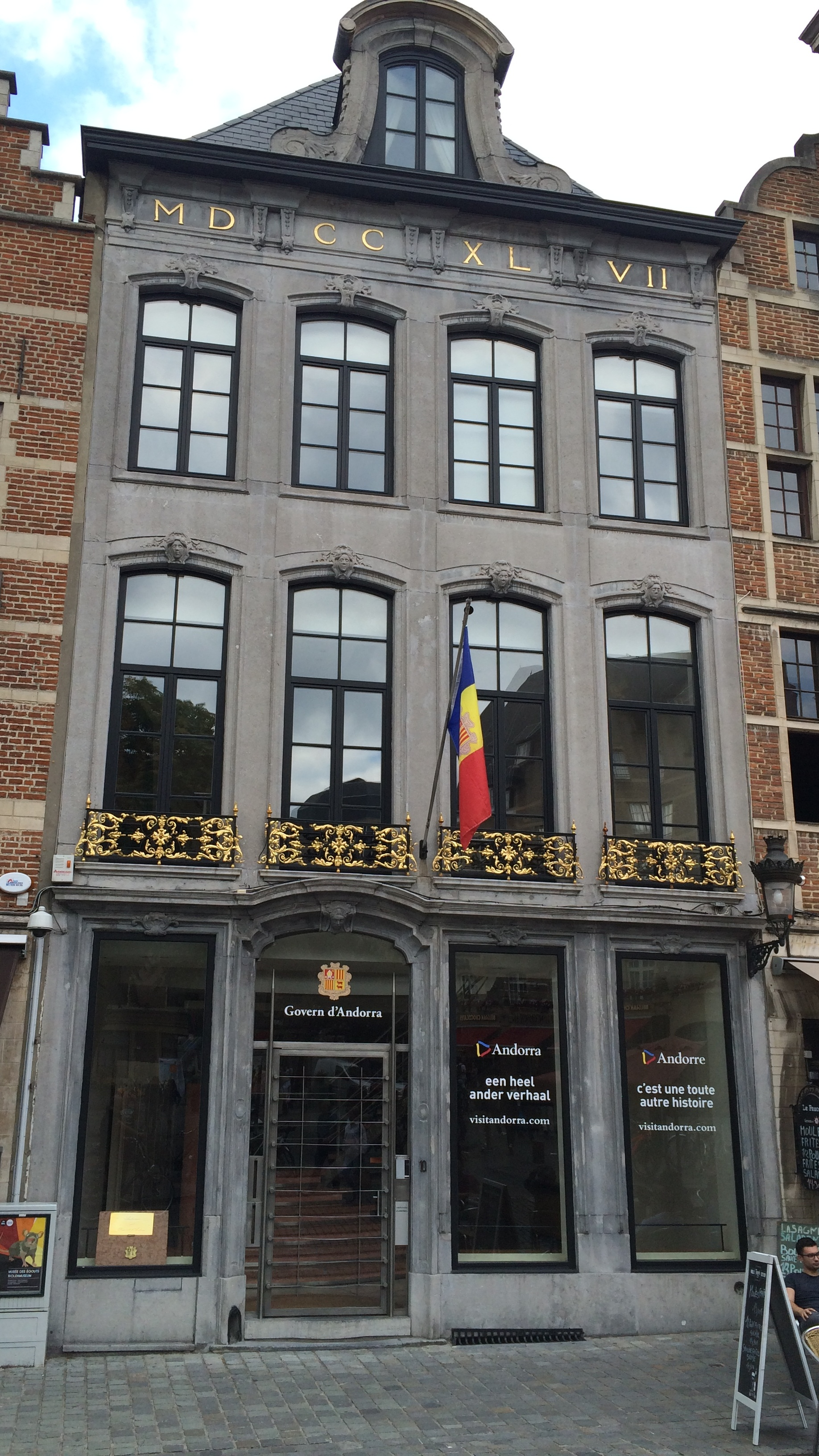
Ambaixada a Brussel·les
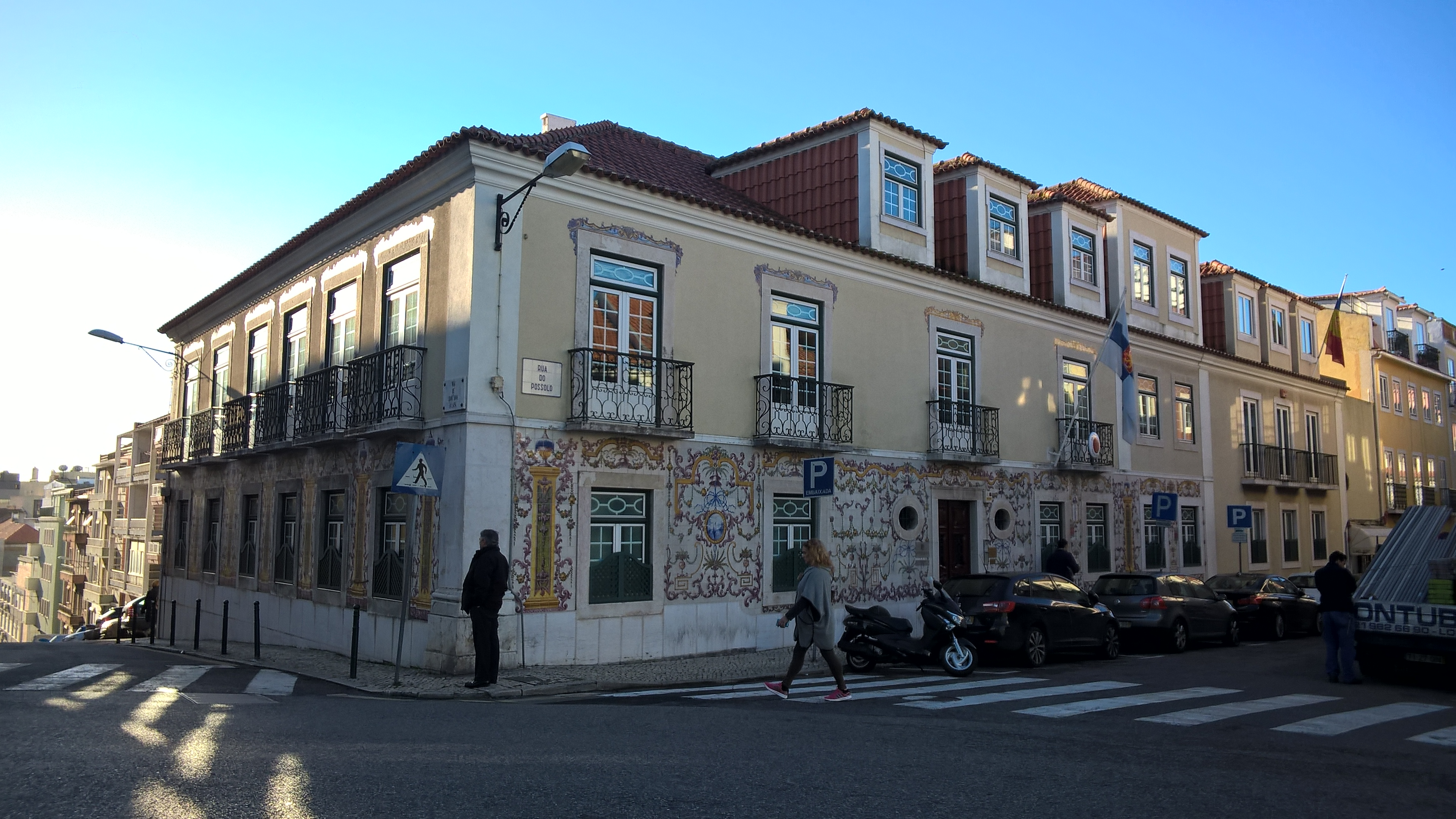
Ambaixada a Lisboa
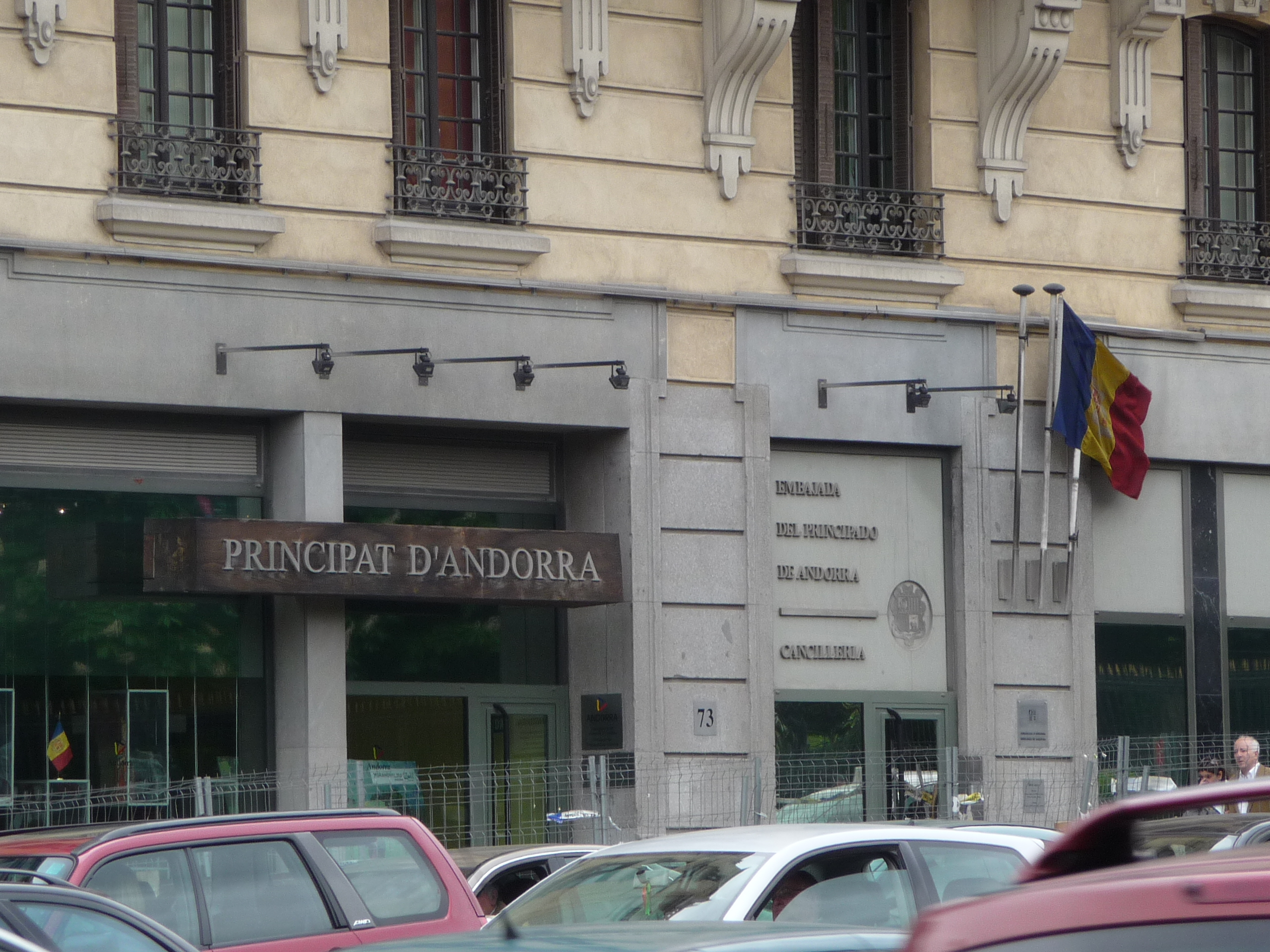
Ambaixada a Madrid
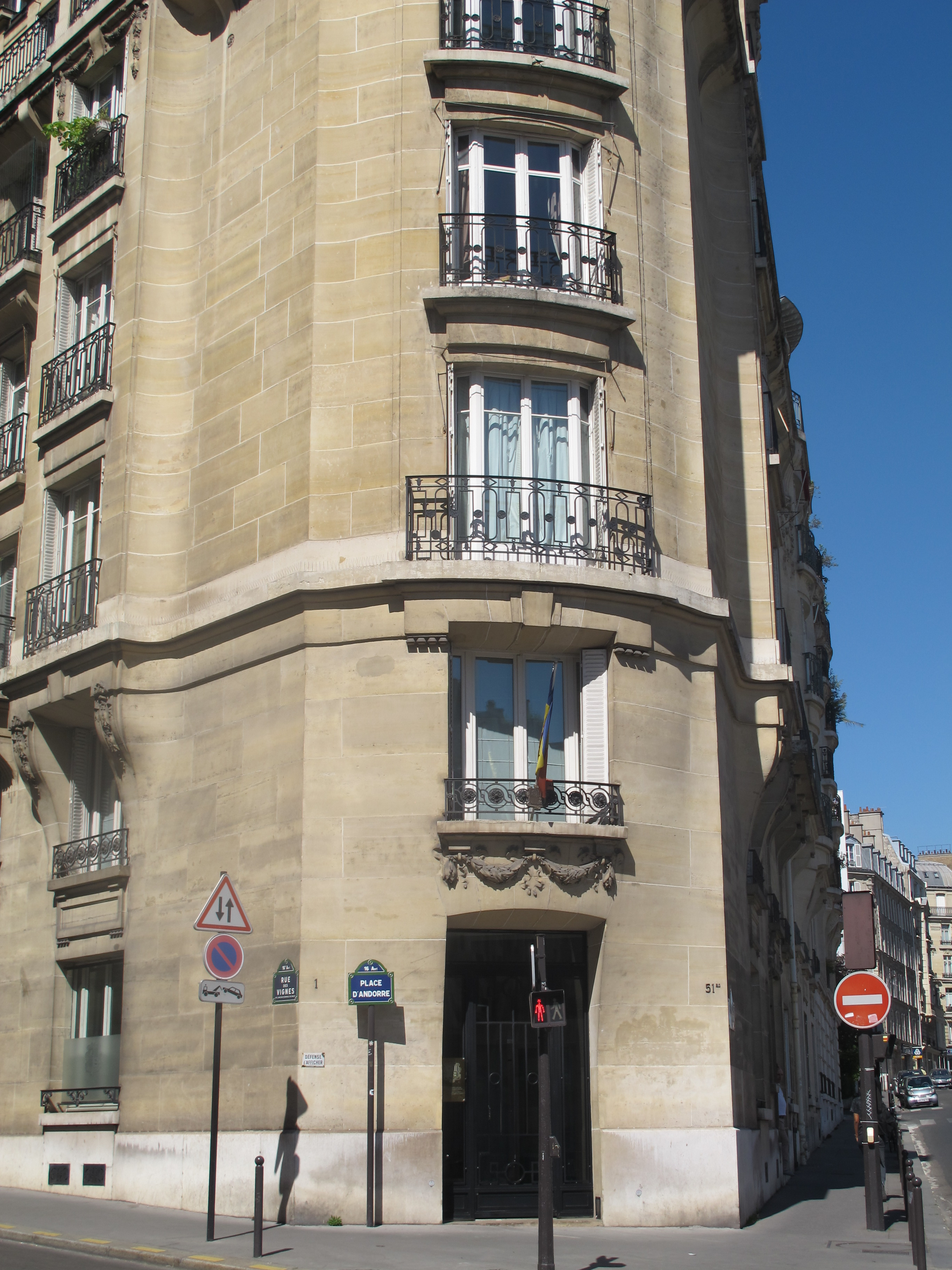
Ambaixada a París
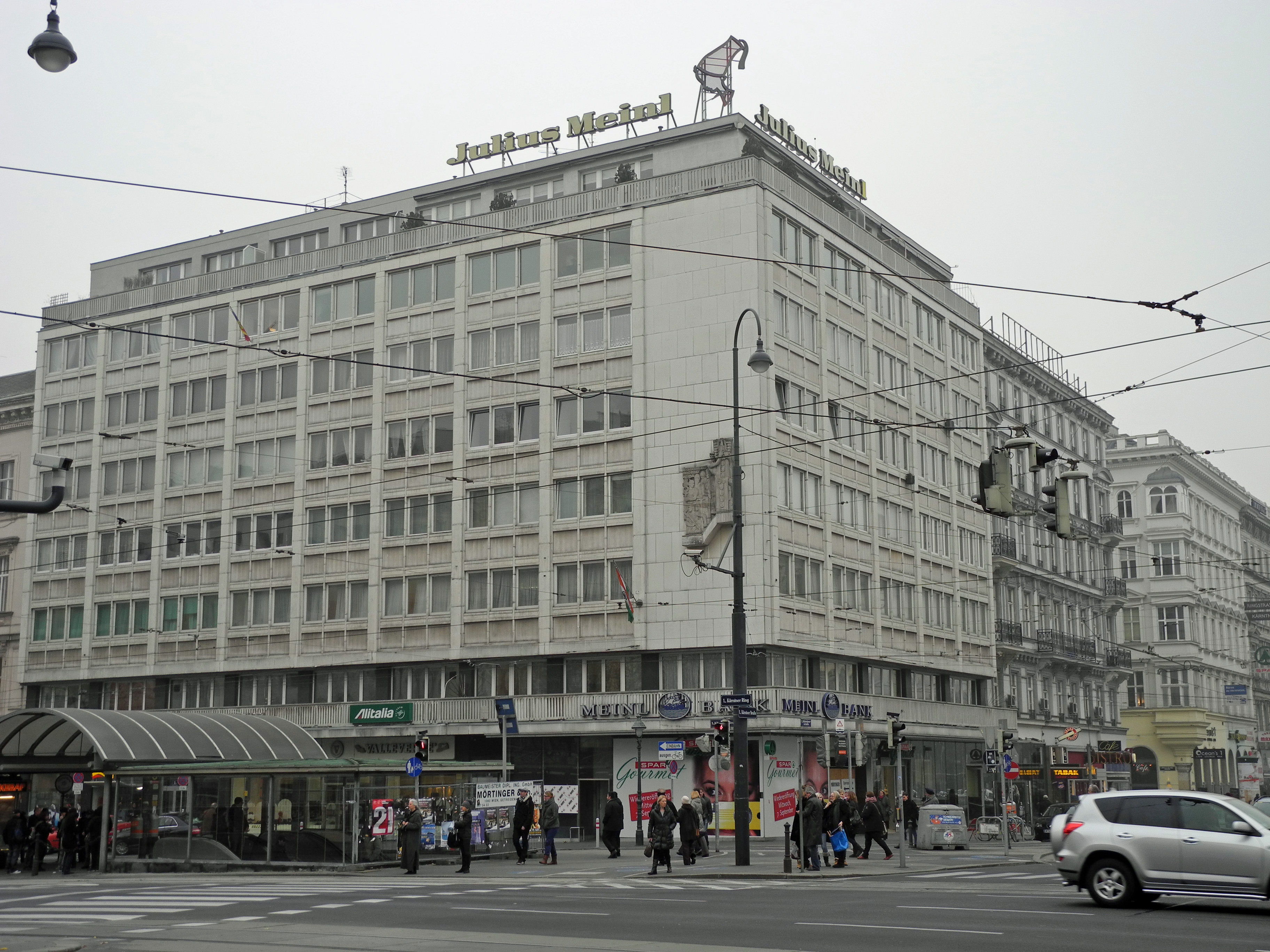
Ambaixada a Viena